# Reduktor (chemia)
Reduktor – pierwiastek lub związek chemiczny (oznaczany symbolem [H]), będący w analizowanej reakcji redoks donorem (dostarczycielem) elektronów. Reduktory w reakcjach zwiększają swój stopień utlenienia i jednocześnie powodują jego zmniejszenie w pozostałych produktach reakcji.
H02 + CuII O → Cu0  + HI2O
W reakcjach połówkowych:
H02 → 2HI  + 2e−
    (wodór jest reduktorem)
CuII  + 2e−
 → Cu0    (miedź jest utleniaczem)
Niemal każdy związek chemiczny, zależnie od warunków może być utleniaczem lub reduktorem, choć istnieje liczna grupa związków które tradycyjnie zalicza się do silnych reduktorów, gdyż zachowują się jak reduktory w większości przypadków.
Silnymi reduktorami są metale alkaliczne (sód, magnez, cynk i inne), wodór i wodorki metali alkalicznych (wodorek sodu, wodorek litowo-glinowy).
Węgiel i jego tlenek, tak jak wiele soli na pośrednich stopniach utlenienia są przykładami substancji, które w zależności od warunków mogą pełnić rolę reduktorów lub utleniaczy (amfotery redoks).